# Травник (Церкно)
Травник (словен. Travnik, итал. Traunicco) је насељено мјесто у општини Церкно, Горишка регија, Словенија.

## Историја
До територијалне реорганизације у Словенији био је у саставу старе општине Идрија. Као самостално насеље Травник постоји од 1997. године. Настао је спајањем издвојених делова од насеља Јазне и Оталеж.

## Становништво
У попису становништва из 2011. године, Травник је имао 62 становника.
| Број становника према пописима | Број становника према пописима |
| ------------------------------ | ------------------------------ |
| 2002                           | 2011                           |
| 56                             | 62                             |

Напомена: Године 1997. настала спајањем посебних делова од насеља Јазне и Оталеж.